# Multiverso do Universo Arrow
A seguir se apresenta a lista de terras do Multiverso apresentados nas séries do Universo Arrow (em inglês, Arrowverse), um universo fictício compartilhado que é centrado nas séries de televisão em exibição na The CW, desenvolvido por Greg Berlanti, Marc Guggenheim, Andrew Kreisberg, Phil Klemmer e Geoff Johns, com base em personagens que aparecem nas publicações da DC Comics. Muitos dos personagens que apareceram na série são adaptados de personagens da DC Comics. O universo compartilhado, muito parecido com o Universo DC nos quadrinhos, foi estabelecido cruzando elementos comuns da trama, configurações, elenco e personagens que se estendem nas séries.

## Lista de Terras do Multiverso do Universo Arrow

### Pré-"Crise"
A série de televisão Arrow da CW recebeu seu primeiro spin-off The Flash em 2014, com os dois ambientados no mesmo universo fictício (Terra-1). A segunda temporada de The Flash começou a explorar um multiverso compartilhado com o surgimento da Terra-2, tendo também o personagem titular da série surgindo na Terra de Supergirl (mais tarde denominada Terra-38). Universos adicionais foram visitados e mencionados em diálogos nas temporadas posteriores dos shows do Universo Arrow. E algumas séries de televisão mais antigas, como a série The Flash de 1990 e filmes, como no filme do Batman de 1989, foram também incorporados retroativamente ao multiverso com os seus próprios universos paralelos.
O evento crossover de 2019 "Crisis on Infinite Earths", inspirado nos quadrinhos de mesmo nome, destruiu todos os universos do multiverso do Universo Arrow, dentro e fora da tela.
| Designação                   | Habitantes | Notas | Primeira aparição                                                     |
| ---------------------------- | --- | --- | --------------------------------------------------------------------- |
| Terra-1                      | Personagens das séries de televisão Arrow, The Flash (2014), Legends of Tomorrow, Batwoman, da web série animada Vixen e mídia relacionadas. | - A versão de Matt Ryan de John Constantine, como visto na série Constantine, também existe na Terra deste universo. Ele apareceu inicialmente em um episódio de Arrow para uma participação única., mas depois se tornou um personagem regular em Legends of Tomorrow. - Contém doppelgängers de Christina "Tina" McGee, Julio Mendez, James Montgomery Jesse / o Trapaceiro e Zoey Clark / Prank da série do Flash de 1990, também conhecido como Terra-90 (veja abaixo). - Batman está desaparecido desde 2015, deixando a Batwoman como o única super-heroína de Gotham City. - Superman e Supergirl não existem na Terra deste universo. - Este universo e seus habitantes, junto com os refugiados de outras terras, foram destruídos por uma onda antimatéria em "Crise nas Infinitas Terras, Parte 3". | "Piloto" (Arrow – 1.01)                                               |
| Terra-2                      | Harry Wells, Laurel Lance / Sereia Negra / Canário Negro (Terra-2), Jesse Wells / Jesse Quick, Hunter Zolomon / Zoom, Nevasca da Terra-2 (doppelgänger de Caitlin Snow), Revibro (doppelgänger de Cisco Ramon), doppelgänger do Nuclear e outros doppelgängers de habitantes da Terra-1 | - Um conflito chamado Guerra das Américas aconteceu em algum momento do século XX, onde James, pai de Zolomon, lutou. - O papel-moeda é impresso em notas quadradas. - Gorilla City e Atlantis existem. Esta última não é uma cidade perdida e está acima da água. - Em 2015, Robert Queen operou como o Capuz depois que seu filho Oliver Queen foi vítima fatal de um naufrágio. Em 2019, Adrian Chase assumiu o manto do Capuz. - O acelerador de partículas dos Laboratórios S.T.A.R. explodiu secretamente no subsolo, e não publicamente acima. - Um dos Snarts (Leonard, Lisa ou Lewis) é prefeito de Central City. - Jesse Wells, filha de Harrison, serve como velocista do mundo sob o nome de Jesse Quick, já que o nome "Flash" foi contaminado pelas ações de Zoom que representava Jay Garrick, da Terra-3. - Moira Queen se casou novamente com Malcolm Merlyn em algum momento. - Thea Queen morreu de overdose de Vertigo. - Tommy Merlyn operava como o Arqueiro Negro. - Uma versão de Bruce Wayne existia nesta Terra, pois ele treinou Adrian Chase. - Este universo e seus habitantes foram destruídos por uma onda antimatéria no episódio de Arrow "Starling City". | "Flash de Dois Mundos" (The Flash – 2.02)                             |
| Terra-3                      | Jay Garrick (doppelgänger de Henry Allen), Joan Williams (doppelgänger de Nora Allen) e o Trapaceiro. | - Jay Garrick é o Flash da Terra deste universo, não Barry Allen. - Zepelins e armas Tommy são populares aqui - Jesse Quick também atuou como "Flash" na Terra-3, enquanto Jay Garrick estava preso na Força de Aceleração. - Após sua libertação, Garrick planejou se aposentar e treinar um protegido para tomar seu lugar. - Em 2019, Jay Garrick se aposentou como o Flash devido à perda decrescente de sua velocidade e se estabeleceu com Joan Williams. - Este universo e seus habitantes, junto com os refugiados de outras terras, foram destruídos por uma onda antimatéria em "Crise nas Infinitas Terras, Parte 3". | "Paradoxo" (The Flash – 3.02)                                         |
| Terra-4                      | | - Visto no mapa do Multiverso de Jay Garrick. - Este universo e seus habitantes foram destruídos por uma onda antimatéria em "Crise nas Infinitas Terras, Parte 3". | "Um Relâmpago do Flash" (The Flash – 6.02)                            |
| Terra-5                      | | - Visto no mapa do Multiverso de Jay Garrick. - Este universo e seus habitantes foram destruídos por uma onda antimatéria em "Crise nas Infinitas Terras, Parte 3". | "Um Relâmpago do Flash" (The Flash – 6.02)                            |
| Terra-6                      | | - Visto no mapa do Multiverso de Jay Garrick. - Este universo e seus habitantes foram destruídos por uma onda antimatéria em "Crise nas Infinitas Terras, Parte 3". | "Um Relâmpago do Flash" (The Flash – 6.02)                            |
| Terra-7                      | | - Visto no mapa do Multiverso de Jay Garrick. - Este universo e seus habitantes foram destruídos por uma onda antimatéria em "Crise nas Infinitas Terras, Parte 3". | "Um Relâmpago do Flash" (The Flash – 6.02)                            |
| Terra-8                      | | - Visto no mapa do Multiverso de Jay Garrick. - Este universo e seus habitantes foram destruídos por uma onda antimatéria em "Crise nas Infinitas Terras, Parte 3". | "Um Relâmpago do Flash" (The Flash – 6.02)                            |
| Terra-9                      | Personagens da série de televisão na web Titans | - Visto no mapa do Multiverso de Jay Garrick. - Apareceu, retroativamente, como um universo alternativo durante "Crise nas Infinitas Terras, Parte 1", durante a qual foi destruída por uma onda antimatéria. | "Titans" (Titans – 1.01)                                              |
| Terra-10                     | | - Visto no mapa do Multiverso de Jay Garrick. - Este universo e seus habitantes foram destruídos por uma onda antimatéria em "Crise nas Infinitas Terras, Parte 3". | "Um Relâmpago do Flash" (The Flash – 6.02)                            |
| Terra-11                     | | - Visto no mapa do Multiverso de Jay Garrick. - Este universo e seus habitantes foram destruídos por uma onda antimatéria em "Crise nas Infinitas Terras, Parte 3". | "Um Relâmpago do Flash" (The Flash – 6.02)                            |
| Terra-12                     | Harrison Wolfgang Wells (doppelgänger de Harrison Wells), Guardiões do Universo e a Tropa dos Lanternas Verdes | - Esse Harrison Wells, conhecido como Harrison Wolfgang Wells, fala com sotaque alemão. - Felicity Smoak chegou a esse universo para buscar informações no planeta Oa sobre as identidades dos sete Paragons. - Este universo e seus habitantes foram destruídos por uma onda antimatéria em "Crise nas Infinitas Terras, Parte 3". | "Quando Harry Conheceu Harry..." (The Flash – 4.06)                   |
| Terra-13                     | Wells, o Cinzento (doppelgänger de Harrison Wells) | - Este Harrison Wells, conhecido como Wells, o Cinzento, é inspirado no mago Gandalf, o Cinzento. - A filha adotiva de Nash Wells, Maya, morreu nesta Terra durante uma aventura. - Este universo e seus habitantes foram destruídos por uma onda antimatéria em "Crise nas Infinitas Terras, Parte 3". | Post de 15 de novembro de 2017 (As Crônicas de Cisco; mencionado)     |
| Terra-14                     | | - Visto no mapa do Multiverso de Jay Garrick. - Este universo e seus habitantes foram destruídos por uma onda antimatéria em "Crise nas Infinitas Terras, Parte 3". | "Um Relâmpago do Flash" (The Flash – 6.02)                            |
| Terra-15                     | | - A Terra deste universo estava morta e desabitada, tendo sido identificada como a tal em 1986. - Este universo e seus habitantes foram destruídos por uma onda antimatéria em "Crise nas Infinitas Terras, Parte 3". | "O Julgamento do Flash" (The Flash – 4.10; mencionada)                |
| Terra-16                     | Oliver Queen / Arqueiro Verde, John Diggle, Jr. / Connor Hawke, Grant Wilson, Olivia, e Sara Lance (morta) | - Apareceu pela primeira vez como uma linha do tempo potencial e futura visitada pelas Lendas da Terra-1, onde John Diggle Jr., operando como Connor Hawke, serve como o Arqueiro Verde, e Grant Wilson é o Exterminador. - Cisco Ramon fez um breve contato com essa Terra. - Mais tarde, apareceu em "Crise nas Infinitas Terras", quando Lois Lane, Sara Lance e Brainiac 5 vão à procura de Jonathan Kent. A linha do tempo da Terra-16 é semelhante à da Terra-1, onde Oliver Queen também se tornou o Arqueiro Verde; no entanto, a Sara Lance da Terra morreu no acidente do Queen's Gambit e nunca se tornou a Canário Branco. - Este universo e seus habitantes foram destruídos por uma onda antimatéria em "Crise nas Infinitas Terras, Parte 3". | "Segurança-Falha" (Legends of Tomorrow – 1.05)                        |
| Terra-17                     | Harrison Wells (doppelgänger de Harrison Wells) | - Este Harrison Wells fala com um sotaque britânico e veste trajes steampunk. - Este universo e seus habitantes foram destruídos por uma onda antimatéria em "Crise nas Infinitas Terras, Parte 3". | "Os Novos Trapaceiros" (The Flash – 3.04; mencionada)                 |
| Terra-18                     | Jonah Hex | - Visto no mapa do Multiverso de Jay Garrick. - Constantine, Barry Allen, Mia Smoak e Sara Lance visitam a Terra deste universo para fazer uso do Poço de Lázaro localizado na Dakota do Norte em "Crise nas Infinitas Terras, Parte 2". - Este universo e seus habitantes foram destruídos por uma onda antimatéria em "Crise nas Infinitas Terras, Parte 3". | "Crise nas Infinitas Terras, Parte 2" (Batwoman – 1.09)               |
| Terra-19                     | H. R. Wells (doppelgänger de Harrison Wells), Cynthia / Cigana, Josh / Breacher, o Homem Acelerado, Cisco-19 / Eco | - Este Harrison Wells, conhecido como H.R., tem um estilo moderno e é recrutado para a Terra-1 para se tornar um membro do Time Flash. - A Terra-19 já foi atacada por outra Terra há 25 anos, então uma proibição de viagens interdimensionais foi posta em prática, com a punição da morte a qualquer viagem não autorizada por violação. - Sabe-se que esta Terra tem uma praga, daí a nova obsessão de H.R. por café durante sua permanência na Terra-1. O mesmo pode ser dito da Cigana, que levou sacos de café quando voltou para a Terra-19. - Al Capone é um vice-presidente. - Jogatina é ilegal nesta Terra. - Este universo e seus habitantes foram destruídos por uma onda antimatéria em "Crise nas Infinitas Terras, Parte 3". | "Crise nas Infinitas Terras, Parte 2" (Batwoman – 1.09)               |
| Terra-20                     | | - Visto no mapa do Multiverso de Jay Garrick. - Este universo e seus habitantes foram destruídos por uma onda antimatéria em "Crise nas Infinitas Terras, Parte 3". | "Um Relâmpago do Flash" (The Flash – 6.02)                            |
| Terra-21                     | | - Visto no mapa do Multiverso de Jay Garrick. - Este universo e seus habitantes foram destruídos por uma onda antimatéria em "Crise nas Infinitas Terras, Parte 3". | "Um Relâmpago do Flash" (The Flash – 6.02)                            |
| Terra-22                     | Wells 2.0 (doppelgänger de Harrison Wells) | - O Harrison Wells da Terra, conhecido como Wells 2.0, é metade máquina. - Este universo e seus habitantes foram destruídos por uma onda antimatéria em "Crise nas Infinitas Terras, Parte 3". | "Quando Harry Conheceu Harry..." (The Flash – 4.06; mencionado)       |
| Terra-23                     | | - Visto no mapa do Multiverso de Jay Garrick. - Este universo e seus habitantes foram destruídos por uma onda antimatéria em "Crise nas Infinitas Terras, Parte 3". | "Um Relâmpago do Flash" (The Flash – 6.02)                            |
| Terra-24                     | Sonny Wells (doppelgänger de Harrison Wells) | - Este Harrison Wells, conhecido como Sonny Wells, fala com sotaque italiano. - Este universo e seus habitantes foram destruídos por uma onda antimatéria em "Crise nas Infinitas Terras, Parte 3". | "Harry e os Harrisons" (The Flash – 4.21; mencionada)                 |
| Terra-25                     | H.P. Wells (doppelgänger de Harrison Wells) | - Este Harrison Wells, conhecido como H.P. Wells, é um poeta francês. - Este universo e seus habitantes foram destruídos por uma onda antimatéria em "Crise nas Infinitas Terras, Parte 3". | "Harry e os Harrisons" (The Flash – 4.21; mencionada)                 |
| Terra-26                     | | - Visto no mapa do Multiverso de Jay Garrick. - Este universo e seus habitantes foram destruídos por uma onda antimatéria em "Crise nas Infinitas Terras, Parte 3". | "Um Relâmpago do Flash" (The Flash – 6.02)                            |
| Terra-27                     | | - Visto no mapa do Multiverso de Jay Garrick. - Este universo e seus habitantes foram destruídos por uma onda antimatéria em "Crise nas Infinitas Terras, Parte 3". | "Um Relâmpago do Flash" (The Flash – 6.02)                            |
| Terra-28                     | | - Visto no mapa do Multiverso de Jay Garrick. - Este universo e seus habitantes foram destruídos por uma onda antimatéria em "Crise nas Infinitas Terras, Parte 3". | "Um Relâmpago do Flash" (The Flash – 6.02)                            |
| Terra-29                     | | - Visto no mapa do Multiverso de Jay Garrick. - Este universo e seus habitantes foram destruídos por uma onda antimatéria em "Crise nas Infinitas Terras, Parte 3". | "Um Relâmpago do Flash" (The Flash – 6.02)                            |
| Terra-30                     | | - Visto no mapa do Multiverso de Jay Garrick. - Este universo e seus habitantes foram destruídos por uma onda antimatéria em "Crise nas Infinitas Terras, Parte 3". | "Um Relâmpago do Flash" (The Flash – 6.02)                            |
| Terra-31                     | | - Visto no mapa do Multiverso de Jay Garrick. - Este universo e seus habitantes foram destruídos por uma onda antimatéria em "Crise nas Infinitas Terras, Parte 3". | "Um Relâmpago do Flash" (The Flash – 6.02)                            |
| Terra-32                     | | - Visto no mapa do Multiverso de Jay Garrick. - Este universo e seus habitantes foram destruídos por uma onda antimatéria em "Crise nas Infinitas Terras, Parte 3". | "Um Relâmpago do Flash" (The Flash – 6.02)                            |
| Terra-33                     | | - Visto no mapa do Multiverso de Jay Garrick. - Este universo e seus habitantes foram destruídos por uma onda antimatéria em "Crise nas Infinitas Terras, Parte 3". | "Um Relâmpago do Flash" (The Flash – 6.02)                            |
| Terra-34                     | | - Visto no mapa do Multiverso de Jay Garrick. - Este universo e seus habitantes foram destruídos por uma onda antimatéria em "Crise nas Infinitas Terras, Parte 3". | "Um Relâmpago do Flash" (The Flash – 6.02)                            |
| Terra-35                     | | - A Terra deste universo era possível andar de unicórnio. - Este universo e seus habitantes foram destruídos por uma onda antimatéria em "Crise nas Infinitas Terras, Parte 3". | Post de 18 de outubro de 2017 (As Crônicas de Cisco; mencionado)      |
| Terra-37                     | Uma mulher sem nome | - Cisco Ramon fez um breve contato com essa Terra. - Este universo e seus habitantes foram destruídos por uma onda antimatéria em "Crise nas Infinitas Terras, Parte 3". | Post de 31 de outubro de 2016 (As Crônicas de Cisco; mencionado)      |
| Terra-38                     | Personagens da série de televisão Supergirl. | - A existência de extraterrestres era um conhecimento comum por décadas. - Essa Terra não continha versões de pessoas da Terra 1, como Arqueiro Verde, o Flash, a Canário Negro, Harrison Wells, Caitlin Snow ou Cisco Ramon; nem os laboratórios S.T.A.R.. No entanto, existia Central City (assim como Mariah Carey), com base na investigação de Barry Allen quando ele acidentalmente viajou para essa a Terra. - Este universo, não foi oficialmente nomeado até a o evento crossover "Invasão!" (2016), anteriormente era informalmente referido como "Terra-CBS" por Marc Guggenheim, um dos criadores de Arrow. - Este universo continha uma versão do Batman de acordo com o diálogo da Supergirl com a Batwoman da Terra 1 durante "Elseworlds". - Este universo, principalmente a Terra e a Argo City, foram destruídos por uma onda antimatéria em "Crise nas Infinitas Terras, Parte 1", embora 3 bilhões de pessoas tenham sido evacuadas para a Terra-1. Mais tarde, eles são mortos ao lado dos habitantes da Terra-1 na "Parte 3" do crossover. | "Piloto" (Supergirl – 1.01)                                           |
| Terra-43                     | | - Visto no mapa do Multiverso de Jay Garrick. - Este universo e seus habitantes foram destruídos por uma onda antimatéria em "Crise nas Infinitas Terras, Parte 3". | "Um Relâmpago do Flash" (The Flash – 6.02)                            |
| Terra-47                     | Harrison Lothario Wells (doppelgänger de Harrison Wells) | - O Harrison Wells da Terra, conhecido como Harrison Lothario Wells, inspirado em Hugh Hefner. - Este universo e seus habitantes foram destruídos por uma onda antimatéria em "Crise nas Infinitas Terras, Parte 3". | "Quando Harry Conheceu Harry..." (The Flash – 4.06; mencionado)       |
| Terra-48                     | | - Lar de um caçador/assassino de recompensas que tinha uma faca mágica que podia penetrar nos campos de força. - Este universo e seus habitantes foram destruídos por uma onda antimatéria em "Crise nas Infinitas Terras, Parte 3". | "Longa Jornada Noite Adentro" (The Flash – 4.04; mencionado)          |
| Terra-51                     | Thaddeus Brown | - Visto no mapa do Multiverso de Jay Garrick. - Este universo e seus habitantes foram destruídos por uma onda antimatéria em "Crise nas Infinitas Terras, Parte 3". | "Virando Trapaceiro" (The Flash – 5.20)                               |
| Terra-52                     | | - Visto no mapa do Multiverso de Jay Garrick. - Este universo e seus habitantes foram destruídos por uma onda antimatéria em "Crise nas Infinitas Terras, Parte 3]". | "Um Relâmpago do Flash" (The Flash – 6.02)                            |
| Terra-66                     | Personagens da série de televisão do Batman (1966). | - Apareceu, retroativamente, como um universo alternativo durante "Crise nas Infinitas Terras, Parte 1", durante a qual foi destruída por uma onda antimatéria. | "Charada é uma Charada" (Batman - 1.01)                               |
| Terra-73                     | | - Este universo e seus habitantes foram destruídos por uma onda antimatéria em "Crise nas Infinitas Terras, Parte 3". | "Crise nas Infinitas Terras, Parte 3" (The Flash – 6.09)              |
| Terra-74                     | Mick Rory, The Waverider e as Lendas | - A Percursora visitou essa Terra e recuperou a Waverider junto com Mick Rory e um I.A. baseado em Leonard Snart. - Afirma-se que a maioria das lendas dessa Terra se aposentou e que uma morreu. - Este universo e seus habitantes foram destruídos por uma onda antimatéria em "Crise nas Infinitas Terras, Parte 3". | "Crise nas Infinitas Terras, Parte 2" (Batwoman – 1.09)               |
| Terra-75                     | Superman (morto), Lois Lane | - Visto no mapa do Multiverso de Jay Garrick. - Lex Luthor da Terra-38 foi a essa Terra para matar seu Superman em "Crise nas Infinitas Terras, Parte 2".. - Este universo e seus habitantes foram destruídos por uma onda antimatéria em "Crise nas Infinitas Terras, Parte 3". | "Crise nas Infinitas Terras, Parte 2" (Batwoman – 1.09)               |
| Terra-76                     | Personagens da série de televisão da Mulher Maravilha (1975) | - Apareceu, retroativamente, como uma Terra alternativa na história em quadrinhos do Universo Arrow, "Crise nas Infinitas Terras". - Este universo e seus habitantes foram destruídos por uma onda antimatéria em "Crise nas Infinitas Terras, Parte 3". | The New Original Wonder Woman                                         |
| Terra-85                     | Vingador Fantasma e e personagens apresentados em Crise nas Infinitas Terras (1985) | - Apareceu como uma Terra alternativa na história em quadrinhos do Universo Arrow, "Crise nas Infinitas Terras", onde reside o Vingador Fantasma. A equipe de Felicity Smoak viaja para esta Terra em busca da ajuda do Estranho para transportar-lós para o planeta Oa na Terra-12, onde eles vislumbram parte do evento da série original Crise nas Infinitas Terras da DC Comics. - Este universo e seus habitantes foram destruídos por uma onda antimatéria em "Crise nas Infinitas Terras, Parte 3". | Crise nas Infinitas Terras #1 (Abril de 1985)                         |
| Terra-86                     | | - Vários supermans alternativos se reuniram na Fortaleza da Solidão deste mundo para ir atrás do Conselho de Luthors. - Apareceu como uma Terra alternativa na história em quadrinhos do Universo Arrow, "Crise nas Infinitas Terras". - Este universo e seus habitantes foram destruídos por uma onda antimatéria em "Crise nas Infinitas Terras, Parte 3". | Crise nas Infinitas Terras Giant #1 (Janeiro de 2020)                 |
| Terra-87                     | | - Visto no mapa do Multiverso de Jay Garrick. - Este universo e seus habitantes foram destruídos por uma onda antimatéria em "Crise nas Infinitas Terras, Parte 3]". | "Um Relâmpago do Flash" (The Flash – 6.02)                            |
| Terra-89                     | Personagens dos filmes Batman (1989) e Batman Returns. | - Apareceu, retroativamente, como um universo alternativo durante "Crise nas Infinitas Terras, Parte 1", durante a qual foi destruída por uma onda antimatéria. | Batman (1989)                                                         |
| Terra-90                     | Personagens da série de televisão The Flash (1990), bem como doppelgängers da Sideral, Nuclear, Gavião Negro, Mulher-Gavião, Ray, Capitão Frio e Arqueiro Verde. | - Apareceu, retroativamente, como um universo alternativo no episódio "Bem-Vindos à Terra-2" de The Flash. - Esse universo não foi oficialmente nomeado até o evento de crossover "Elseworlds" (2018). - O Monitor destruiu esse universo depois que ele considerou seus campeões incapazes de evitar uma crise iminente durante os eventos de "Elseworlds", apesar de seu Flash se tornar seu único sobrevivente. - O Flash da Terra-90 se sacrificou mais tarde para salvar o multiverso durante os eventos de "Crise nas Infinitas Terras" | "Piloto" (The Flash (1990) – 1.01)                                    |
| Terra-96                     | Personagens dos filmes do Superman de Christopher Reeve e de Superman Returns | - Apareceu, retroativamente, como um universo alternativo em "Crise nas Infinitas Terras, Parte 2". - Perry White, Jimmy Olsen, Lois Lane e outros foram mortos em um ataque terrorista no Planeta Diário. - Clark Kent / Superman menciona seu filho Jason e faz alusão aos eventos de Superman III. - Este universo e seus habitantes foram destruídos por uma onda antimatéria em "Crise nas Infinitas Terras, Parte 3". | Superman - O Filme (1978)                                             |
| Terra-99                     | Bruce Wayne / Batman, Kate Kane (morta), Beth Kane, Luke Fox | - Apareceu, retroativamente, como um universo alternativo em "Crise nas Infinitas Terras, Parte 2". - Sua órbita foi usada como uma reunião para o Conselho de Luthors. - Nessa Terra, Bruce Wayne perdeu toda a esperança e se tornou um serial killer; matando Superman, bem como vários vilões como o Coringa, o Charada e o Senhor Frio. Isso foi exacerbado depois que sua prima Kate Kane se tornou Batwoman para fazê-lo ver os seus erros. - Bruce também diz que o Cara-de-Barro está morto, embora não esteja claro se ele o matou ou não, e Jane Doe está trancada em Arkham. - Este universo e seus habitantes foram destruídos por uma onda antimatéria em "Crise nas Infinitas Terras, Parte 3". | "Crise nas Infinitas Terras, Parte 2" (Batwoman – 1.09)               |
| Terra-167                    | Personagens da série de televisão Smallville | - Apareceu, retroativamente, como um universo alternativo em "Crise nas Infinitas Terras, Parte 2". - O Superman desta Terra desistiu de seus poderes para que ele pudesse ter uma família. - O Lex Luthor desta Terra tornou-se Presidente dos Estados Unidos, como retratado em um flash-forward durante o final da série. - Este universo e seus habitantes foram destruídos por uma onda antimatéria em "Crise nas Infinitas Terras, Parte 3". | "Piloto" (Smallville – 1.01)                                          |
| Terra-203                    | Personagens da série de televisão Birds of Prey | - Apareceu, retroativamente, como um universo alternativo em "Crise nas Infinitas Terras, Parte 2", durante a qual foi destruída por uma onda antimatéria. | "Piloto" (Birds of Prey – 1.01)                                       |
| Terra-221                    | Harrison Sherloque Wells (doppelgänger de Harrison Wells) e Jervis Tetch / o Chapeleiro Louco | - Este Harrison Wells fala com sotaque francês e é o maior detetive do Multiverso. Ele e seu parceiro Watsune lutaram contra o Chapeleiro Louco dessa Terra; Watsune morreu na frente dele. - Este universo e seus habitantes foram destruídos por uma onda antimatéria em "Crise nas Infinitas Terras, Parte 3". | "A Morte do Vibro" (The Flash – 5.03; mencionada)                     |
| Terra-260                    | | - Visto no mapa do Multiverso de Jay Garrick. - Este universo e seus habitantes foram destruídos por uma onda antimatéria em "Crise nas Infinitas Terras, Parte 3". | "Um Relâmpago do Flash" (The Flash – 6.02)                            |
| Terra-494                    | | - Visto no mapa do Multiverso de Jay Garrick. - Este universo e seus habitantes foram destruídos por uma onda antimatéria em "Crise nas Infinitas Terras, Parte 3". | "Um Relâmpago do Flash" (The Flash – 6.02)                            |
| Terra-666                    | Personagens da série de televisão na web Lucifer | - Apareceu, retroativamente, como um universo alternativo em "Crise nas Infinitas Terras, Parte 3". - Lúcifer conhece John Constantine da Terra-1 e está ciente do multiverso. - A participação especial de Lúcifer se passa durante o período de cinco anos antes dos eventos de sua série. - Este universo e seus habitantes foram destruídos por uma onda antimatéria em "Crise nas Infinitas Terras, Parte 3". | "Piloto" (Lucifer – 1.01)                                             |
| Terra-719                    | Maya (doppelgänger de Allegra Garcia) | - Nash Wells adotou Maya depois que ela tentou roubar um artefato dele em uma de suas aventuras. - Este universo e seus habitantes foram destruídos por uma onda antimatéria em "Crise nas Infinitas Terras, Parte 3". | "O Exorcismo de Nash Wells" (The Flash – 6.15)                        |
| Terra-827                    | | - Visto no mapa do Multiverso de Jay Garrick. - Este universo e seus habitantes foram destruídos por uma onda antimatéria em "Crise nas Infinitas Terras, Parte 3". | "Um Relâmpago do Flash" (The Flash – 6.02)                            |
| Terra-898                    | | - Visto no mapa do Multiverso de Jay Garrick. - Este universo e seus habitantes foram destruídos por uma onda antimatéria em "Crise nas Infinitas Terras, Parte 3". | "Um Relâmpago do Flash" (The Flash – 6.02)                            |
| Terra-1938                   | Lex Luthor | - Apareceu como uma Terra alternativa na história em quadrinhos do Universo Arrow, "Crise nas Infinitas Terras". - Este universo e seus habitantes foram destruídos por uma onda antimatéria em "Crise nas Infinitas Terras, Parte 3". | Crise nas Infinitas Terras Giant #1 (Janeiro de 2020)                 |
| Terra-D                      | Personagens da Terra-D da DC Comics | - Apareceu como uma Terra alternativa na história em quadrinhos do Universo Arrow, "Crise nas Infinitas Terras". - Este universo e seus habitantes foram destruídos por uma onda antimatéria em "Crise nas Infinitas Terras, Parte 3". | Lendas do Universo DC: Crise nas Infinitas Terras (Fevereiro de 1999) |
| Terra-F                      | Personagens da série de curta-metragens de 1940 do Superman | - Apareceu como uma Terra alternativa na história em quadrinhos do Universo Arrow, "Crise nas Infinitas Terras". - Este universo e seus habitantes foram destruídos por uma onda antimatéria em "Crise nas Infinitas Terras, Parte 3". | Superman (1941)                                                       |
| Terra-N52                    | Personagens da Terra Prime dos Novos 52 da DC Comics | - Apareceu como uma Terra alternativa na história em quadrinhos do Universo Arrow, "Crise nas Infinitas Terras". - Este universo e seus habitantes foram destruídos por uma onda antimatéria em "Crise nas Infinitas Terras, Parte 3". | Flashpoint #5 (Agosto de 2011)                                        |
| Terra-X                      | Personagens da web série animada Freedom Fighters: The Ray e doppelgangers dos habitantes da Terra-1, Terra-2 e Terra-38 | - Nessa Terra, os nazistas venceram a Segunda Guerra Mundial depois que a Alemanha nazista desenvolveu com sucesso suas bombas atômicas antes dos Estados Unidos. - Adolf Hitler morreu de causas naturais em 1994. - A linha do tempo da Terra era semelhante à Terra-1, Terra-2 e Terra-38 até certo ponto, como Oliver Queen se tornar um arqueiro treinado, a chegada de Kara Zor-El após o fim apocalíptico do planeta Krypton e Quentin Lance como pai de Laurel e Sara Lance. - Os Guerreiros da Liberdade consistem em The Ray da Terra-1, Tio Sam, Condor Negro, Bomba Humana, Lady Fantasma, uma versão do Tornado Vermelho, General Winn Schott e Cidadão Frio (uma versão alternativa e heróica) do Capitão Frio). - Os membros do New Reischmen incluem Overgirl (uma versão alternativa da Supergirl), o Arqueiro Negro (uma versão alternativa do Arqueiro Verde), o Arqueiro Negro, Blitzkrieg (uma variação do Flash), uma versão de Tommy Merlyn que operava como Prometheus, uma versão alternativa do Metallo, e Sereia-X (uma versão alternativa do Canário Negro da Terra-1 e da Sereia Negra da Terra-2). O Flash Reverso da Terra-1 também estava envolvido com eles. - Quentin Lance era um Sturmbannführer do Novo Reich. - Este universo e seus habitantes foram destruídos por uma onda antimatéria em "Crise nas Infinitas Terras, Parte 1". | "Crise na Terra-X, Parte 1" (Supergirl – 3.08)                        |
| Terra-2000                   | Personagens da série de televisão Raio Negro | - Estabelecido como um universo alternativo em "The Book of Resistance: Chapter Four: Earth Crisis" (Black Lightning - 3.09), durante o qual foi destruído por uma onda antimatéria. - Segundo relatos dos personagens da série, nesse universo também existe um Superman, uma Supergirl e uma Vixen - Este universo e seus habitantes foram destruídos por uma onda antimatéria em "Crise nas Infinitas Terras, Parte 3". | "A Ressurreição" (Raio Negro – 1.01)                                  |
| Terra-M                      | Personagens da Terra-M da Marvel Studios | - Apareceu como uma Terra alternativa na história em quadrinhos do Universo Arrow, "Crise nas Infinitas Terras". - Este universo e seus habitantes não foram destruídos por uma onda antimatéria em "Crise nas Infinitas Terras, Parte 3". | "Os Novos Trapaceiros" (The Flash – 3.04; mencionada)                 |
| Terra-I                      | Personagens da Terra-I da Animada Disney | - Apareceu como uma Terra alternativa na história em quadrinhos do Universo Arrow, "Crise nas Infinitas Terras". - Este universo e seus habitantes não foram destruídos por uma onda antimatéria em "Crise nas Infinitas Terras, Parte 3". | "Corrida de um Homem Morto" (The Flash – 6.03)                        |
| Força de Aceleração (morta)  | | - Força de aceleração é uma coisa que os velocistas precisam para correr. Sem a força de aceleração os velocistas não podem correr. | "Morto ou Vivo" (The Flash – 6.11)                                    |
| Força de Aceleração Negativa | | - A força de aceleração é uma força que o Flash Reverso precisa para correr. Sem ela Flash Reverso não poder correr. | "Morto ou Vivo" (The Flash – 6.11)                                    |
| Terra-2666                   | Personagens do filme Constantine | - Visto no mapa do Multiverso de Jay Garrick. - Este universo e seus habitantes foram destruídos por uma onda antimatéria em "Crise nas Infinitas Terras, Parte 3". | "Constantine" (2005)                                                  |
| Desconhecida                 | | - Visto no mapa do Multiverso de Jay Garrick. - Este universo e seus habitantes foram destruídos por uma onda antimatéria em "Crise nas Infinitas Terras, Parte 3". | "Um Relâmpago do Flash" (The Flash – 6.02)                            |
| Desconhecida                 | | - Visto no mapa do Multiverso de Jay Garrick. - Este universo e seus habitantes foram destruídos por uma onda antimatéria em "Crise nas Infinitas Terras, Parte 3". | "Um Relâmpago do Flash" (The Flash – 6.02)                            |
| Ponto de Fuga                | | - Existe fora do tempo e do espaço. - Foi utilizado pelos Mestres do Tempo como sua base de operações antes de serem mortos pelas Lendas. - Era o local da nascente de Oculus, antes de sua destruição pelas mãos de Leonard Snart. - Seus restos mortais foram usados como base de operações para a Legião do Mal em sua missão para adquirir a Lança do Destino. - Após a destruição do multiverso em "Crise nas Infinitas Terras, Parte 3", os sete paragons foram enviados para ela por Pária para mantê-los a salvo do Anti-Monitor. | "Piloto, Parte 1" (Legends of Tomorrow – 1.01)                        |

A série da NBC Powerless (2017), que era exibida no mesmo tempo do que as séries do Universo Arrow, foi informalmente referida por seus produtores como existente na "Terra-P".
O Barry Allen, de Ezra Miller, do Universo Estendido DC, faz uma aparição em "Crise nas Infinitas Terras, Parte 4".

### Pós-crise
No final de "Crise nas Infinitas Terras", um novo multiverso foi criado, mesclando notavelmente a Terra-1, Terra-38 e a Terra-2000 na nova Terra, a Terra-Prime. Guggenheim também confirmou que os personagens de Smallville que existiam na Terra-167 anterior sobreviveram. Guggenheim queria que houvesse apenas uma nova e única Terra-Prime permanecendo no final do crossover, mas se isso acontecesse, o crossover não teria sido capaz de visitar o mundo de outras propriedades da DC. Então, foi criado um compromisso, no qual essas propriedades foram devolvidas a várias Terras no multiverso, e as séries do Universo Arrow foram combinadas em uma única Terra.
| Designação  | Habitantes | Notas | Primeira aparição                                                                 |
| ----------- | --- | --- | --------------------------------------------------------------------------------- |
| Terra-Prime | Personagens das séries de televisão Arrow, The Flash (2014), Supergirl, Legends of Tomorrow, Raio Negro, Batwoman, Superman & Lois e mídia relacionadas. | - Esta Terra consiste em habitantes da Terra-1, Terra-38 e da Terra 2000. - Os habitantes não estão mais conscientes da criação do novo multiverso e acreditam que ele não existe. | "Crise nas Infinitas Terras, Parte 5" (Legends of Tomorrow – 5.episódio especial) |
| Terra-2     | Personagens das séries de televisão Stargirl. | - Estabelecido como um universo alternativo em "Crise nas Infinitas Terras, Parte 5".                                                                                              | "Crise nas Infinitas Terras, Parte 5" (Legends of Tomorrow – 5.episódio especial) |
| Terra-9     | Personagens da série de televisão na web Titans | - Estabelecido como um universo alternativo em "Crise nas Infinitas Terras, Parte 5".                                                                                              | "Titans" (Titans – 1.01)                                                          |
| Terra-12    | Guardiões do Universo e a Tropa dos Lanternas Verdes | - Estabelecido como um universo alternativo em "Crise nas Infinitas Terras, Parte 5". - Imagens do filme de Lanterna Verde (2011) foram usadas para representá-la.                 | "Crise nas Infinitas Terras, Parte 5" (Legends of Tomorrow – 5.episódio especial) |
| Terra-19    | Personagens da série de televisão na web Swamp Thing | - Estabelecido como um universo alternativo em "Crise nas Infinitas Terras, Parte 5".                                                                                              | "Piloto" (Swamp Thing – 1.01)                                                     |
| Terra-21    | Personagens da série de televisão na web Doom Patrol | - Estabelecido como um universo alternativo em "Crise nas Infinitas Terras, Parte 5".                                                                                              | "Piloto" (Doom Patrol – 1.01)                                                     |
| Terra-96    | Personagens dos filmes do Superman de Christopher Reeve e de Superman Returns                                                                            | - Estabelecido como um universo alternativo em "Crise nas Infinitas Terras, Parte 5".                                                                                              | Superman - O Filme (1978)                                                         |
| Terra-167   | Personagens da série de televisão Smallville | - Estabelecido como um universo alternativo em "Crise nas Infinitas Terras, Parte 5".                                                                                              | "Piloto" (Smallville – 1.01)                                                      |